# باردولينو
باردولينو هو كوموني (البلدية)، في مقاطعة فيرونا في إيطاليا منطقة فينيتو، تقع على بعد حوالي 130 كيلومتراً (81ميلاً) غرب البندقية وحوالي 25 كيلومتراً (16ميلاً) شمال غرب فيرونا.

## جغرافية
يقع باردولينو على الشاطئ الشرقي لبحيرة غاردا، وتحدها البلديات التالية: أفي، كافايون فيرونيزي، كوسترمانو، جاردا، لازيسي، مانيربا ديل جاردا، مونيغا ديل جاردا، بادينغي سول جاردا، وباسترينغو. السياسة وإنتاج النبيذ في الغالب يعتمد عليها الاقتصاد (مثل باردولينو دي أو سي).

## التاريخ

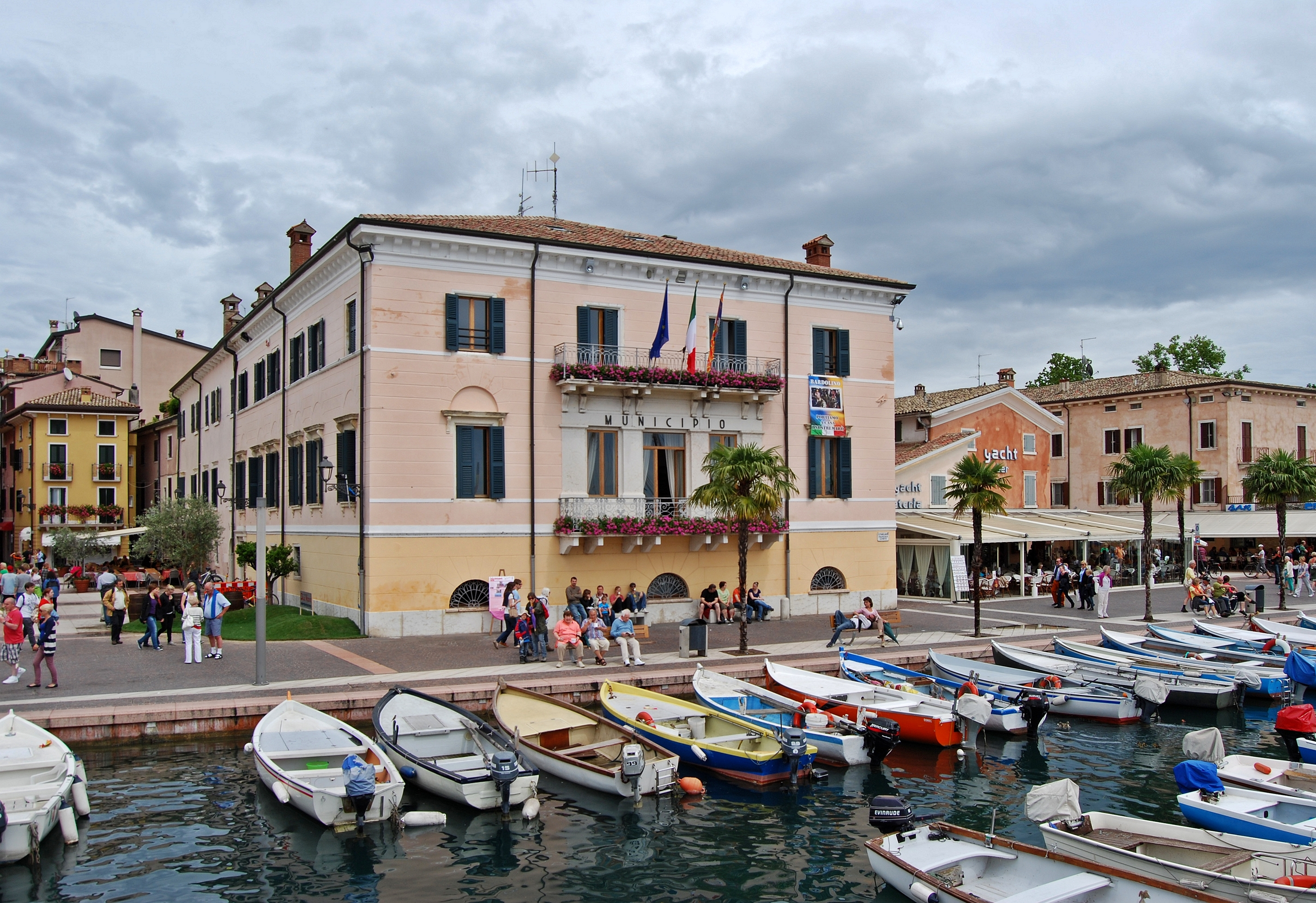
منظر لباردولينو.

أثبتت الحفريات الأثرية وجود البشر في المنطقة منذ عصور ما قبل التاريخ، ويوجد ايضاً أثار للرومان القدماء في منطقة سيسانو، على الرغم من أن المستوطنة الحديثة تعود إلى أوائل العصور الوسطى، عندما بنى برنغار من إيطاليا (983)قلعة هنا. ديربوينو كانت المنطقة تحت سيطرتهم في تلك الفترة
تم ذكر باردولينو كمدينه حره في القرن الثاني عشر، وفيما بعد كانت تحت سيطره سكاليجر من فيرونا، الذي وسع التحصينات لتشمل القرية بأكملها بعد سقوطهم أصبحت جزءًا من جمهورية البندقية التي كانت لها قاعدة بحرية هنا. وقد تم نهبها من قبل لاندسكنيشتس في عام 1526.أصبحت مركزاً إدارياً نمساوياً عندماء كانت تحت حكم لومباردي-فينيتيا: وفي عام 1848 ثارت ضدهم في أعقاب الانتصارات الأولى لبيدمونت في حرب الاستقلال الإيطالية الأولى.  ومع ذلك، رد النمساويون في وقت لاحق بعمليات الخراب وإطلاق النار.  في عام 1866 تم ضمها إلى مملكة إيطاليا المشكلة حديثًا.

## المعالم السياحية الرئيسية
- كنيسة سان زينو (منتصف القرن التاسع)، إحدى الصروح الكارولنجية القليلة في إيطاليا. لها آثار من الزخارف الجصية الأصلية.
- كنيسة سان سيفيرو (القرنان الحادي عشر والثاني عشر). تحتوي على لوحات جدارية من القرنين الثاني عشر والرابع عشر وسرداب مبكر من العصور الوسطى.
- كنيسة سان نيكولو وسان سيفيرو (1830-1844) للمهندس المعماري بارتولوميو جيولياري، الكنيسة الضيقة.
- دير سان كولومبانو (القرن الحادي عشر)، تابع لدير بوبيو
- بيف سانتا ماريا أعيد بناؤها في القرن الثاني عشر فوق كنيسة مسيحية من أوائل القرن السابع، والتي تم بناؤها بدورها فوق معبد وثني قديم.
- أسوار المدينة (القرن الثاني عشر)
- فيلا بوتاجيسيو (القرن التاسع عشر).
- فيلا المحاربون (القرن التاسع عشر).
- فيلا فيراري (القرن التاسع عشر).
- كاسا أوتولينغي (1974-1978)صممه كارلو سكاربا.
- متحف سيسان، مخصص لصيد الأسماك وصيد الطيور في منطقة بحيرة جاردا.
- تم إنشاء متحف نبيذ زيني، الذي ولد في عام 1991، داخل قبو زيني وهو يعرض أشياء فوق كل ثقافة نبيذ فيرونيز. دخول مجاني للزوار الأفراد، مقابل حجز للمجموعات.

## روابط خارجية
- الموقع الرسمي
- دليل باردولينو السياحي